# Bombina maxima
Bombina maxima o sapo vientre de fuego de Yunnan es una especie de anfibio anuro de la familia Bombinatoridae. Se considera la especie de mayor tamaño de su género llegando a alcanzar 7,5 cm de longitud.
Es un endemismo de Sichuan, Yunan y Guizhou (China) y Vietnam. 
Su hábitat natural son marismas de agua dulce, pantanos, cuerpos de agua dulce temporales, arroyos, tierra agrícola, canales y zanjas.

## Publicación original
- Boulenger, 1905 : Description of a new batrachian of the genus Bombinator from Yunnan. Annals and Magazine of Natural History, ser. 7, vol. 15, p. 188-190. (texto integral).